# Place Ducale
La place Ducale est une place publique, située dans la ville de Charleville-Mézières, dans le département français des Ardennes, en région Grand Est.  
Place principale de la ville, elle est construite entre 1606 et 1624 par l’architecte Clément II Métezeau, sous l’impulsion de Charles de Gonzague, neveu d'Henri IV, duc de Nevers et de Rethel, Prince d’Arches et gouverneur de la Champagne.

## Histoire

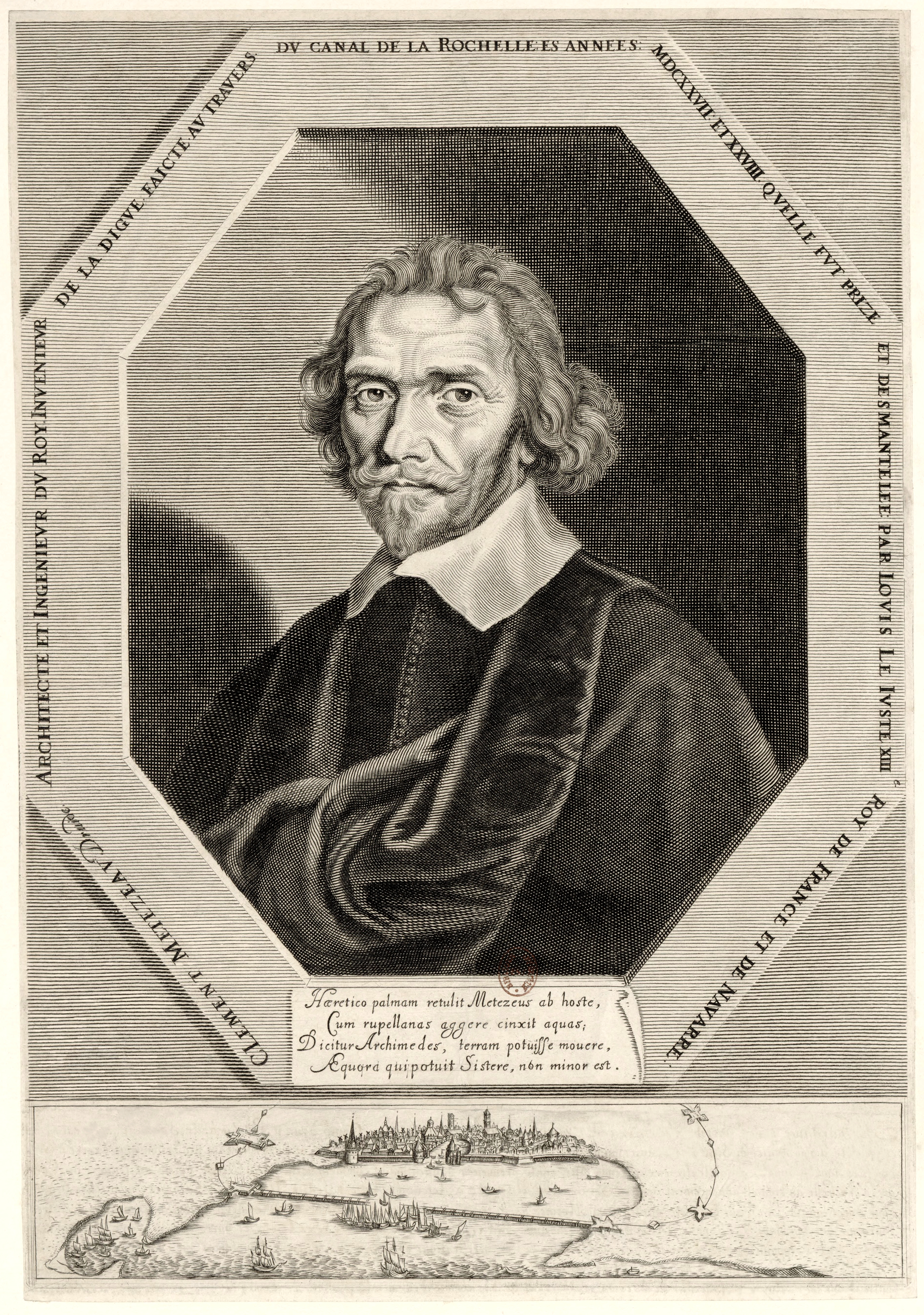
Clément Métezeau.

En 1606, le prince Charles Ier Gonzague commande à l'architecte Clément II Métezeau, la conception d'une place. Charles de Gonzague, héritier des utopies urbaines de la Renaissance qui veulent des cités aux larges rues et vastes places qui permettent une meilleure diffusion de la lumière et circulation de l'air, « édicte une série d'ordonnances fixant les règles de construction, les proportions, les symétries, l'entretien, insistant sur le respect des matériaux d'origine. Cette obligation d'homogénéité étendue à toute la ville se retrouvera, dans la seconde moitié du XVIIe siècle, dans l'ordonnance de Louis XIV, portant sur l'élévation des bâtiments situés à proximité du château de Versailles ».
La construction des pavillons ne commence qu'en 1612, et en 1625, sur la face nord-ouest de la place, alors que les travaux arrivent à leurs termes, le duc fait changer les plans de l’architecte et casse la symétrie voulue à l’origine de ce qui doit alors être une place à 32 pavillons, pour faire construire son palais ducal.
À cette occasion, cinq pavillons sont modifiés et les façades du palais sont construites en enveloppe. Mais le duc manque de moyens et les travaux cessent rapidement. Les façades restent, pendant un peu plus d’un siècle, des coquilles vides, tel un décor de théâtre. Les travaux reprennent fugacement dans les années 1730, puis l'hôtel de ville subit un incendie en 1759 et les travaux sont de nouveau interrompus par la Révolution de 1789.
En 1793, l’arche monumentale de ce palais, surplombant la rue en dessous et comportant les armoiries ducales, est détruite. Il faut attendre 1843, pour que les ruines soient finalement réaménagées en ce qui constitue aujourd’hui l’hôtel de ville.
Pendant la Seconde Guerre mondiale, la place est lourdement endommagée, plusieurs toitures sont éventrées et, au terme du conflit, beaucoup d’entre elles ne sont pas remontées et sont simplement recouvertes de toitures plates en tôle.
La place est jusqu’en 1899 pavée et pourvue d’une fontaine en son centre.
En 1999, après avoir été longtemps recouverte par du bitume et dans le but de lui redonner son apparence d’origine, celle-ci est repavée et la statue de Charles de Gonzague est déplacée pour laisser sa place à nouveau à une fontaine, inspirée de celle érigée en 1630.

## Description

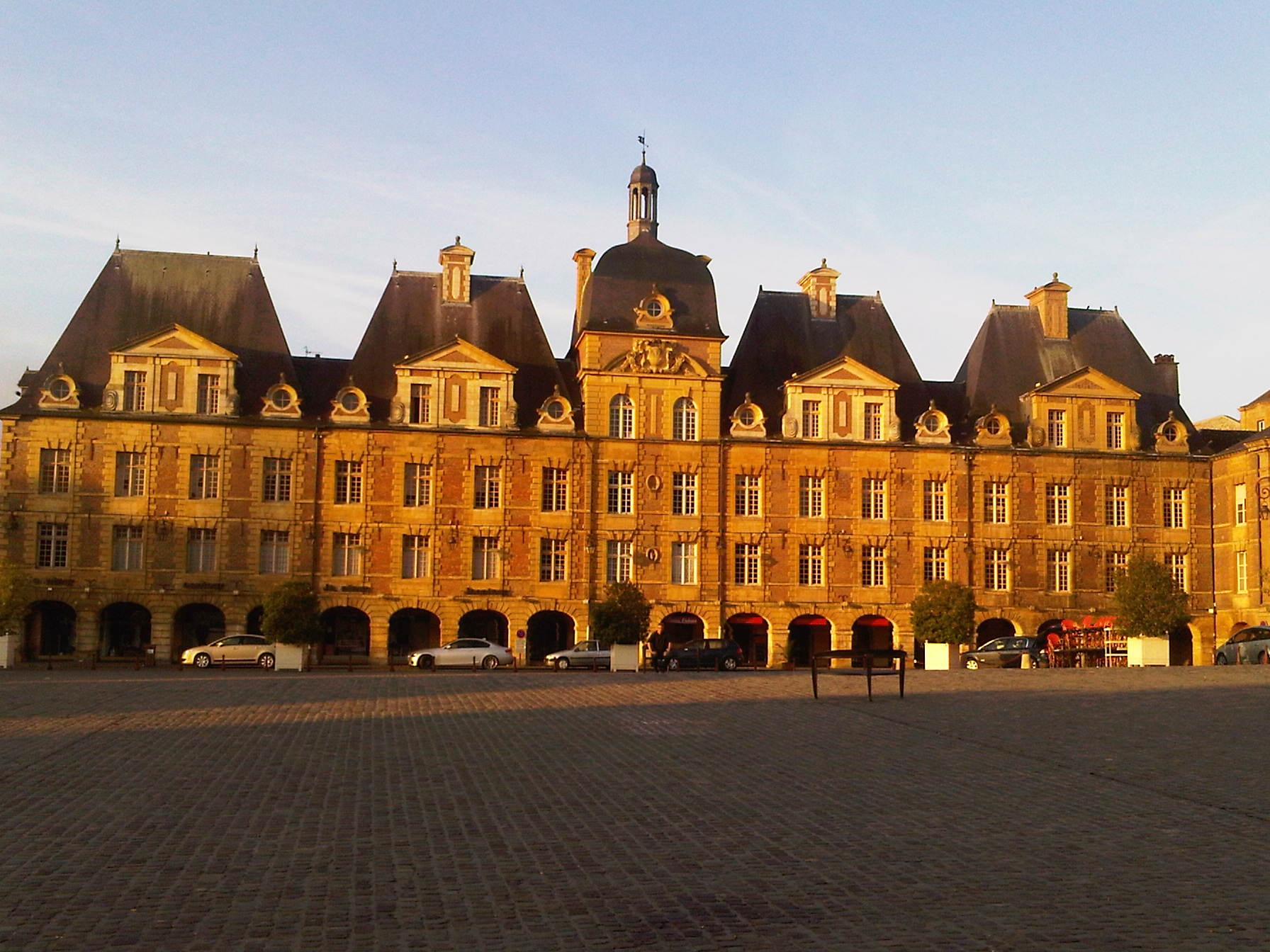
Polylithisme de construction dans les pavillons de quatre travées et à frontons triangulaires, encadrant un pavillon plus haut à deux travées et couvert d'un dôme.

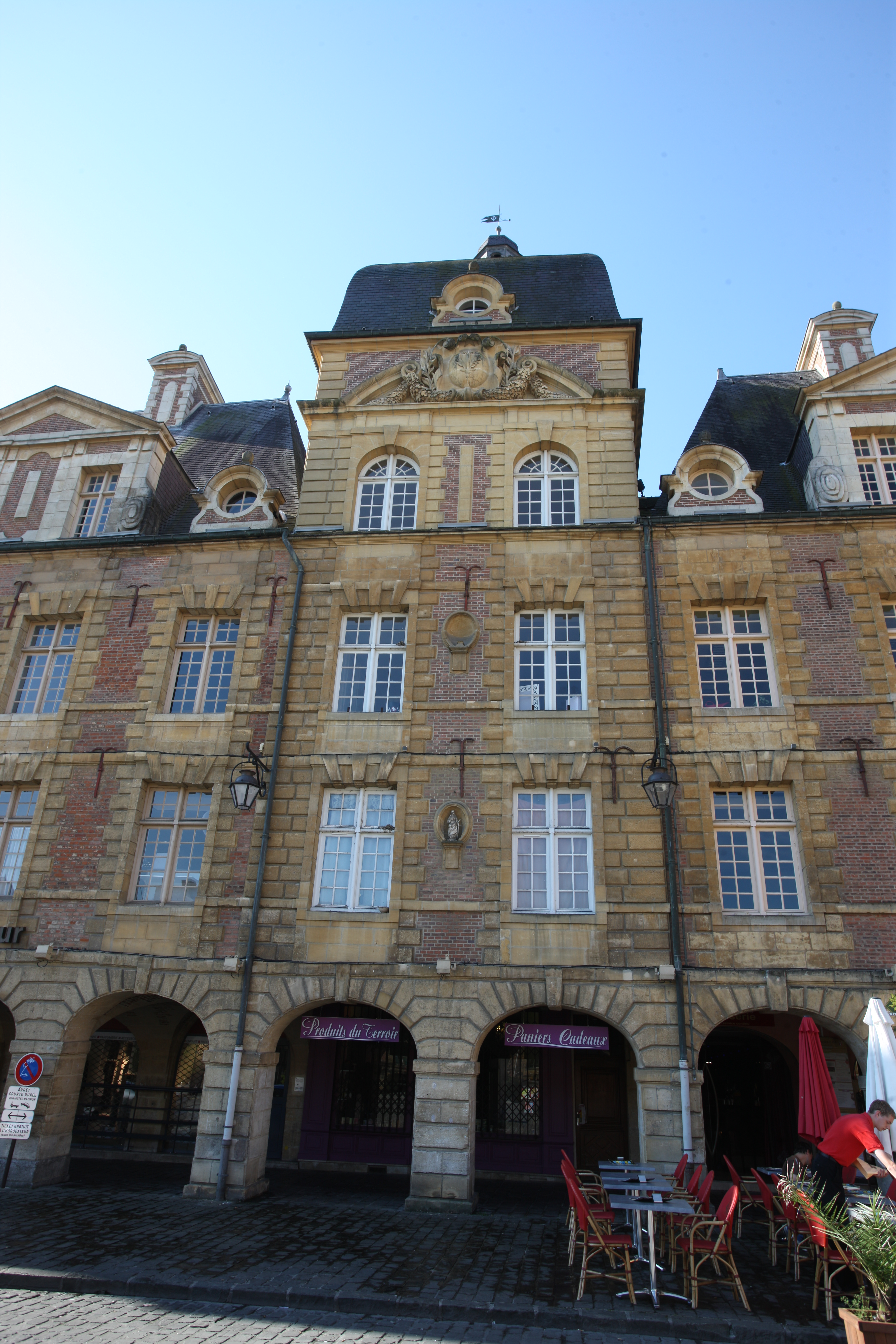
Dôme du quartier Notre-Dame.

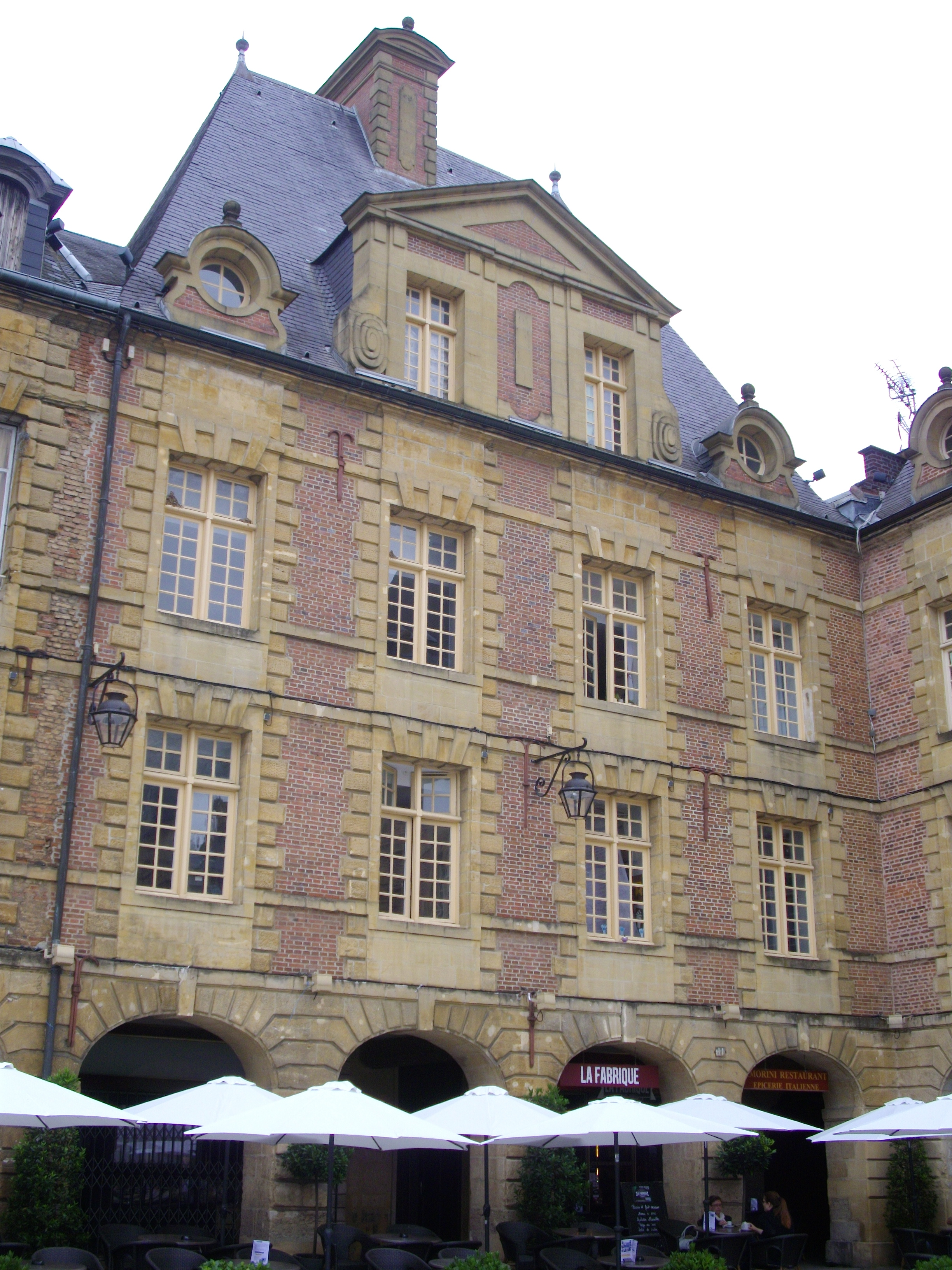
Les pavillons de la place allient le bleu violine des ardoises de Fumay, l'ocre de la pierre de Dom qui s'emploie en chaînage et le rouge de la brique qui s'emploie en remplissage.

La place est un rectangle de 127 mètres de long et large de 90 mètres.
Rappelant le forum romain (centre administratif, religieux et économique des cités romaines dont les axes secondaires sont perpendiculaires au cardo et decumanus donnant un plan en damier), elle est le point de convergence de quatre rues. Ces voies en croix qui partaient de la place vers les trois portes de la ville et le port sur la Meuse, étaient la rue de Saint-Charles (aujourd'hui de la République), Sainte-Catherine (épouse de Charles, aujourd'hui rue du Moulin), Sainte-Marie (aujourd'hui du Petit-Bois), de Nevers, délimitent ainsi dans le quadrilatère urbain quatre quartiers contenant des édifices publics, civils ou religieux qui leur confèrent un caractère propre. La place est entourée de 27 pavillons obéissant à une règle architecturale stricte, la façade ordonnancée marquée par un rythme quaternaire qui coïncide avec les quatre évangiles, émanation de la personnalité de Charles de Gonzague, fervent catholique : chaque pavillon est divisé verticalement en quatre travées et horizontalement en quatre niveaux (quatre arcades, quatre fenêtres au premier étage, quatre au second, quatre ouvertures sur la toiture et qui correspondent à des oculi ou des lucarnes) séparés par des bandeaux. 
Sur ces 27 pavillons, quatre sortent du lot : ce sont des demi-pavillons à deux travées. Surmontés d'un dôme à clocheton et d'attiques portant un fronton, ils possèdent chacun une niche abritant un saint protecteur des quatre quartiers Saint-Ignace, Saint-François, Notre-Dame et Saint-Sépulcre. Un seul subsiste aujourd’hui, au sud-ouest de la place, le dôme du quartier Notre-Dame.

### Liens avec laplace des Vosges
La similitude des deux places vient du fait que leurs architectes sont frères : Louis Métezeau en 1607 pour Paris et Clément Métezeau en 1606.
La principale différence des deux places vient du fait que la place de Charleville ne possède aucun terre-plein central, contrairement à la place des Vosges, où sont plantés, tardivement, des arbres.

### La statue deCharles de Gonzague
En 1899, la fontaine qui s'y trouve est remplacée par une statue financée par Mme Payer-Guillemain et sculptée par  M. Mohimont représentant Charles de Gonzague à pied. Cent ans plus tard, en mars 1999, elle est déplacée à la jonction de l'avenue Jean-Jaurès et de la rue de la République pour accueillir les visiteurs venant de la gare, malgré les protestations du Parti radical de gauche. Depuis, une fontaine inspirée de la fontaine initiale y prend sa place.

## Protection
La place est classée aux monuments historiques par arrêté du 23 juin 1936.

## Galerie

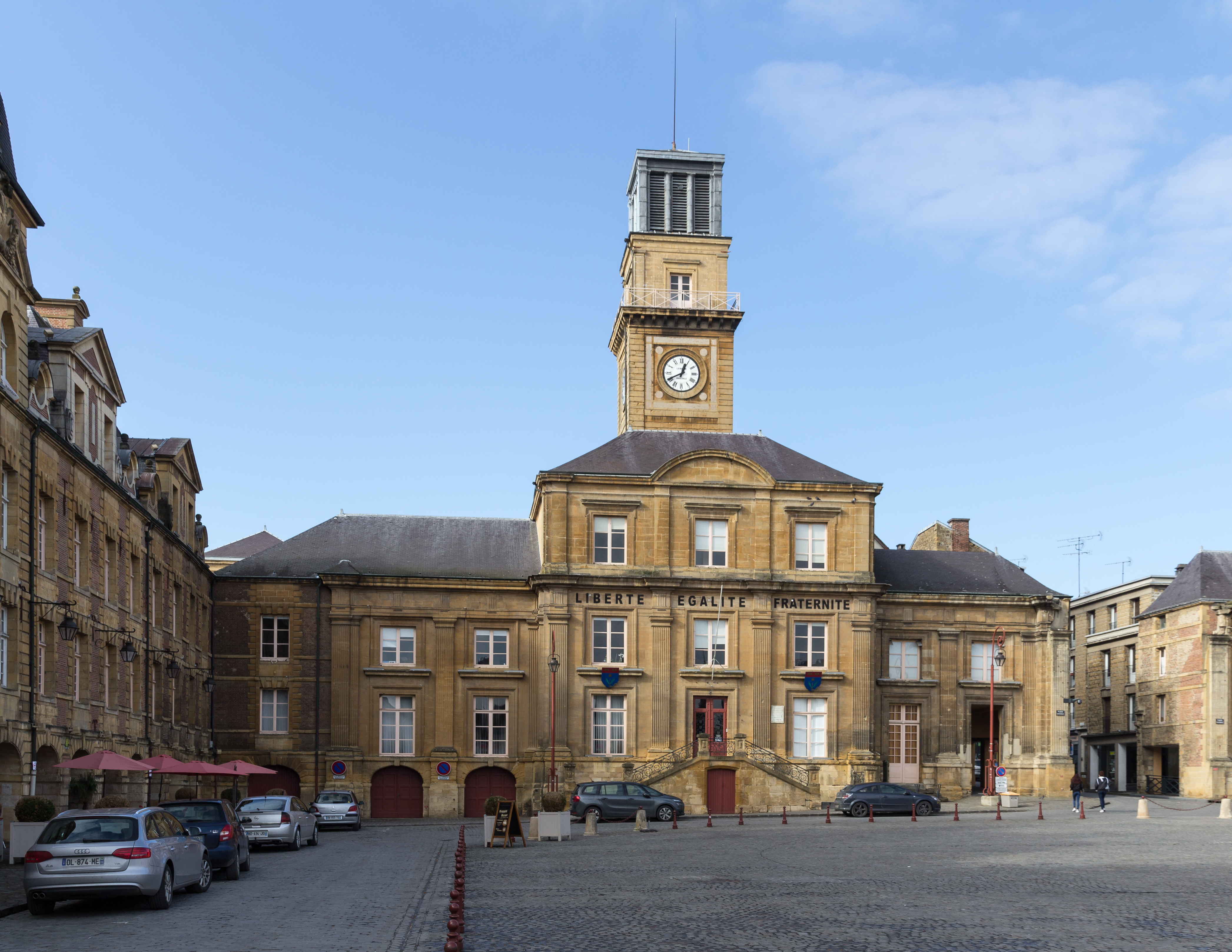
L'hôtel de ville.
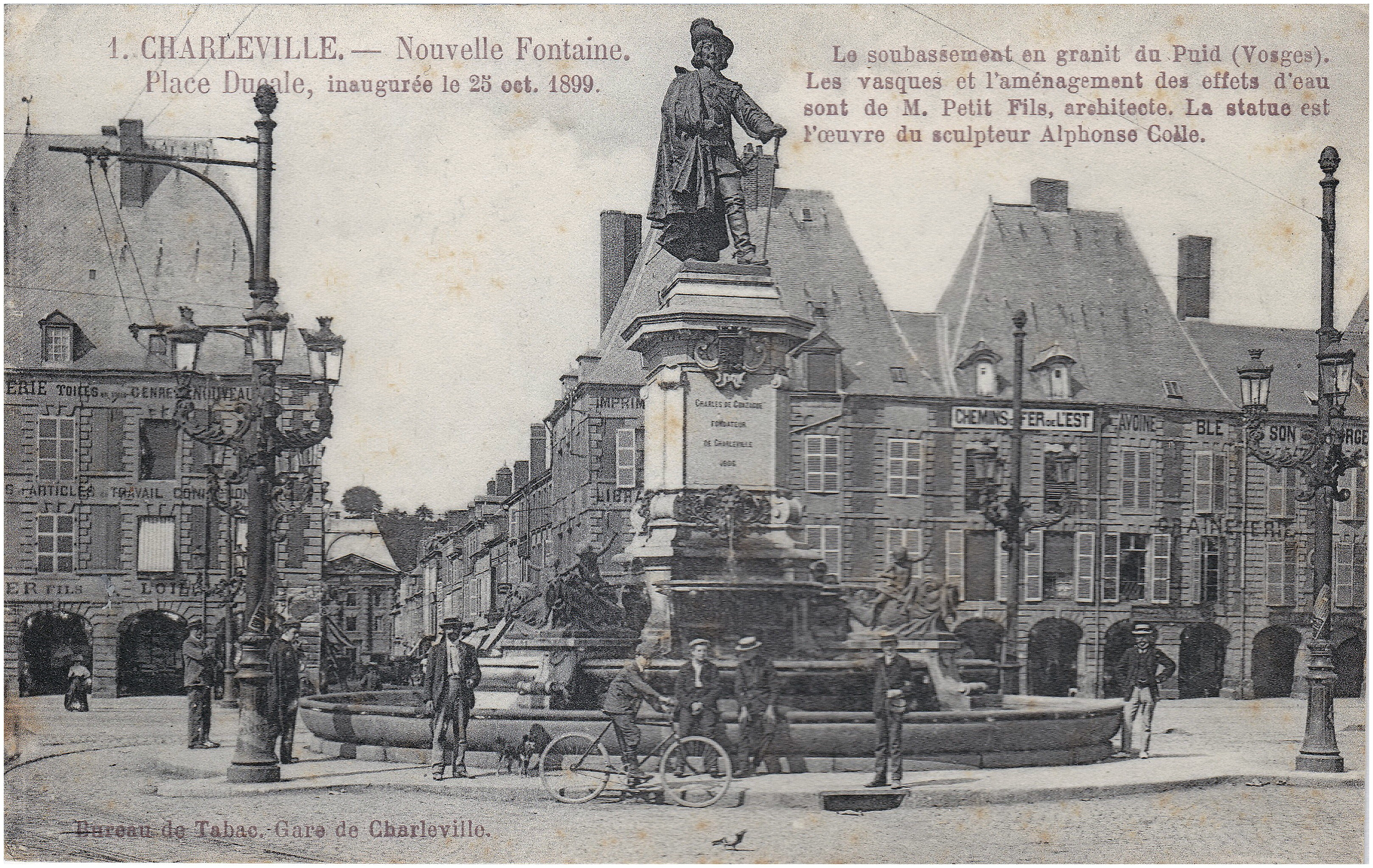
Fontaine inaugurée le 25 octobre 1899.
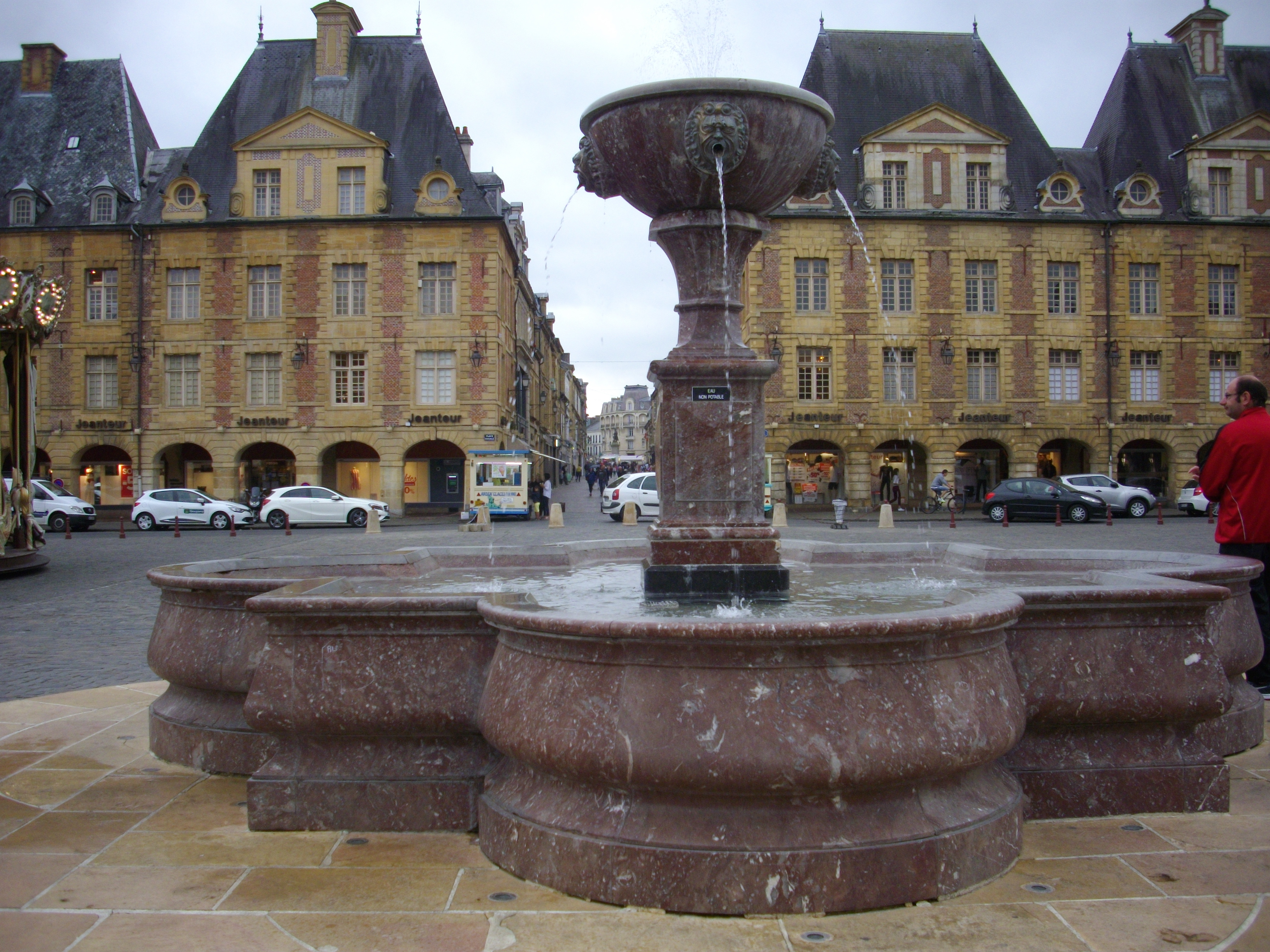
Fontaine actuelle avec son soubassement en pierre de Jaumont (calcaire Bajocien), ses vasques et son piédestal en marbre rouge belge.
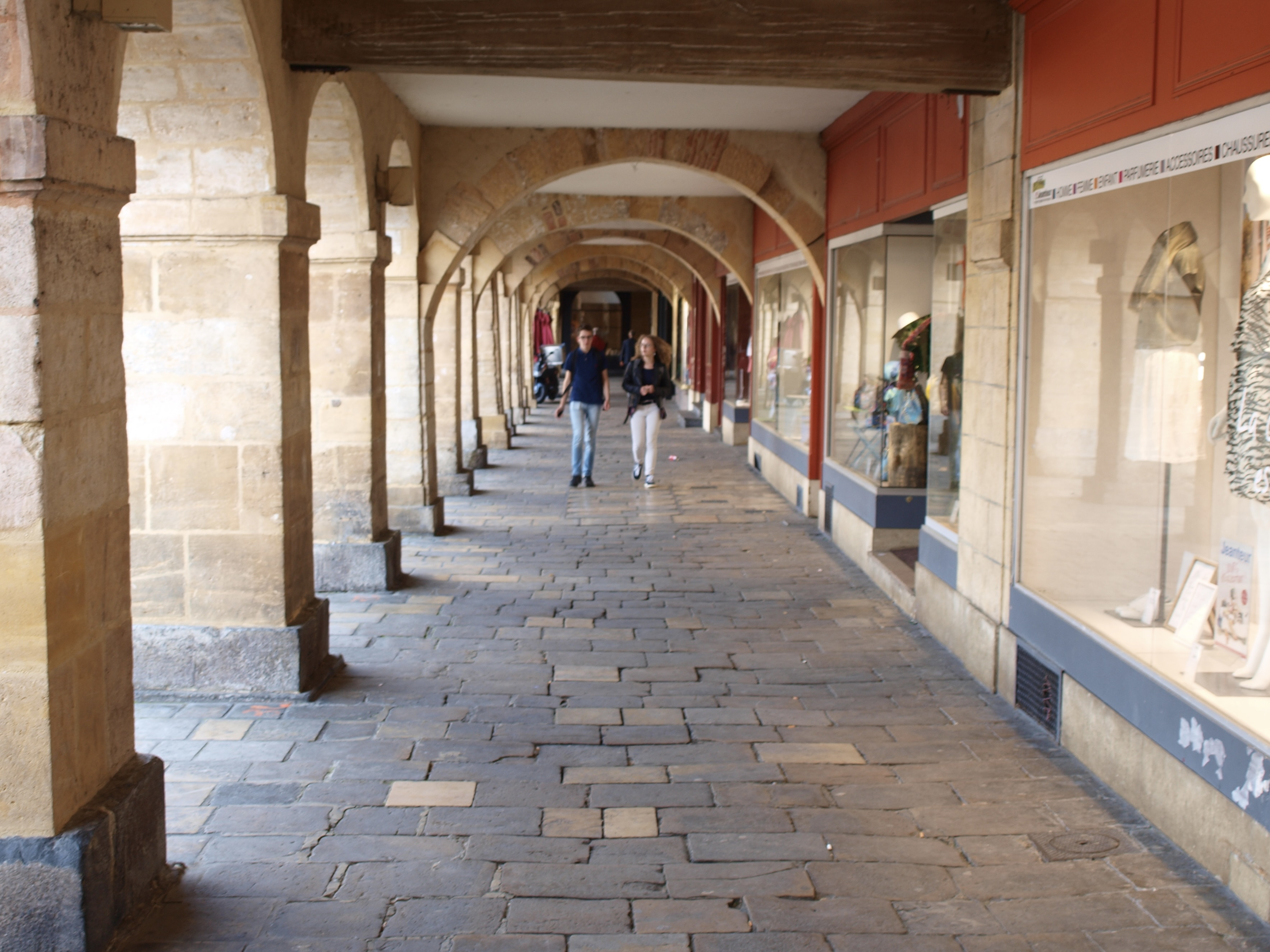
Le rez-de- chaussée des galeries à arcades accueille de nombreux commerces[9].
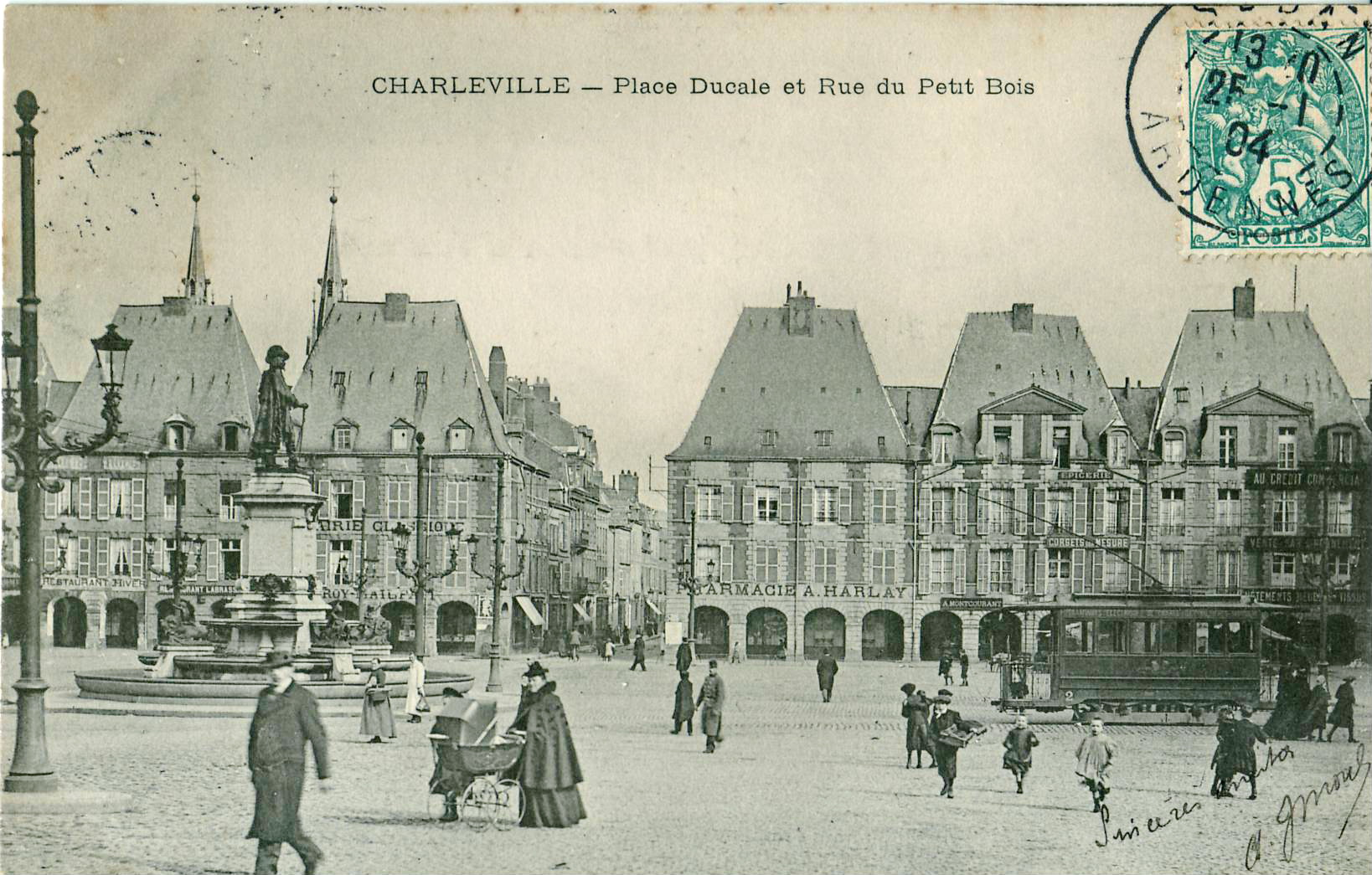

## Usages

### Circulation
Depuis le 1er mars 2009, la place Ducale est interdite au stationnement en permanence. La circulation est toujours autorisée autour de la place à la vitesse maximale de 20 km/h. Des arrêts-minute gratuits sont disposés tout autour de la place pour un stationnement de 30 minutes maximum. La piétonnisation définitive de la place est envisagée pour 2025.

### Animation estivale
La place ducale devient en été la plage ducale, avec des espaces de jeux sur sable ou dans l'eau, et des animations diverses pour enfants, s'ajoutant au traditionnel manège de chevaux de bois. La place rendue aux piétons est un lieu de spectacles, de promenades et de foires. Des brocantes y sont organisées, sous les arcades, tous les 3e dimanche du mois. C'est également un des lieux utilisés pour le festival mondial des théâtres de marionnettes.

La place ducale transformée en plage ducale l'été
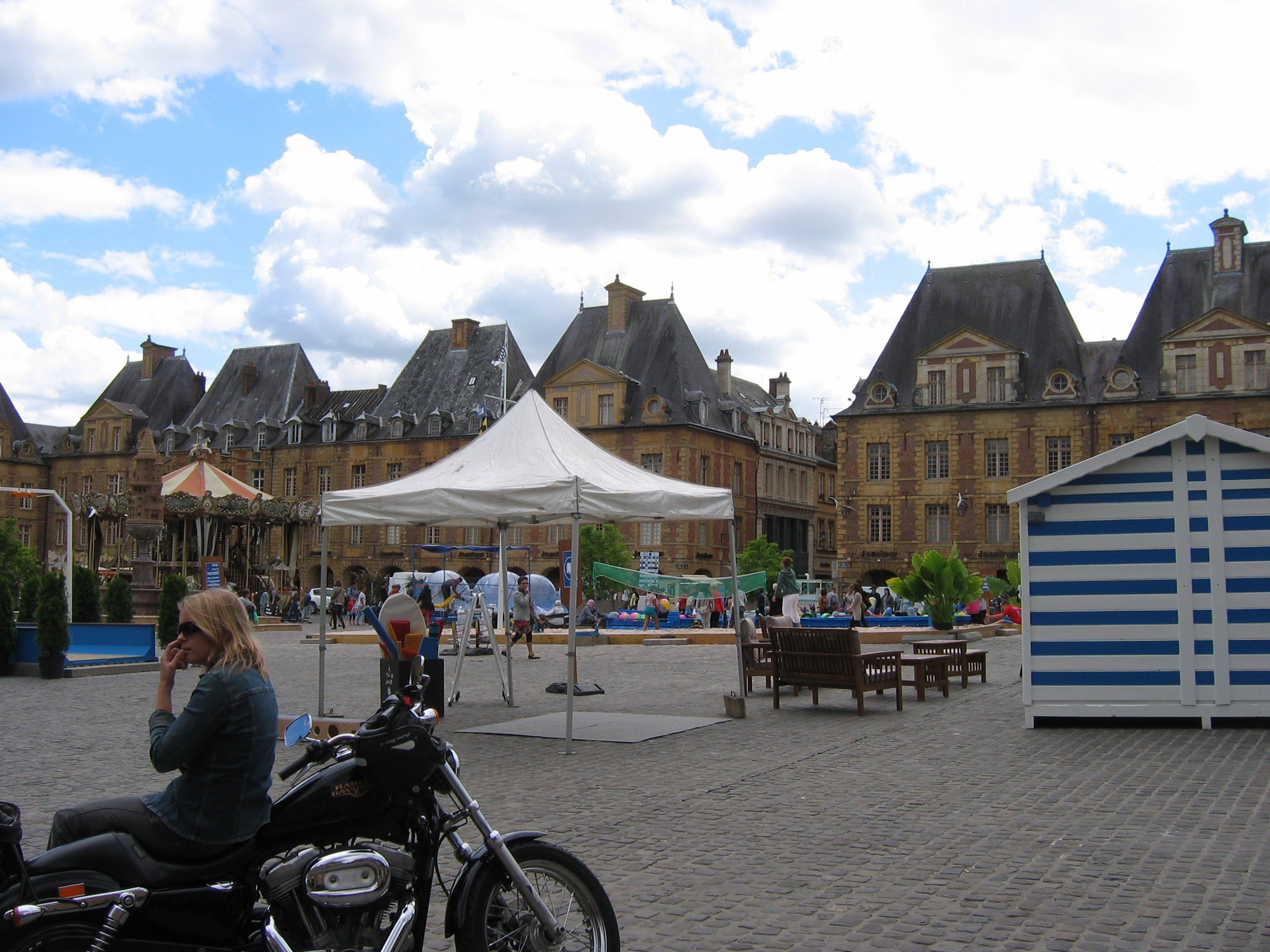
Vue d'ensemble.
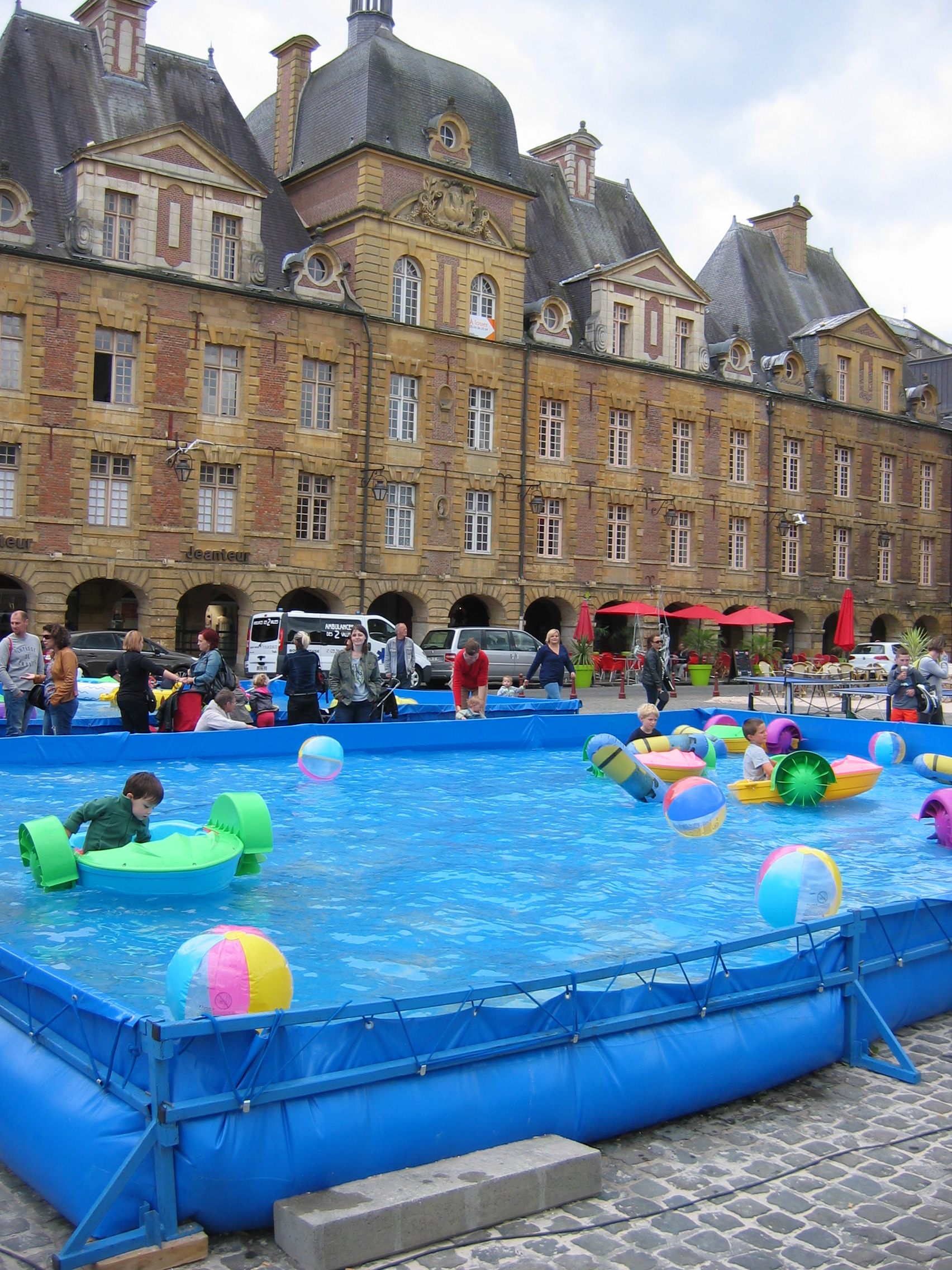
Le bassin.
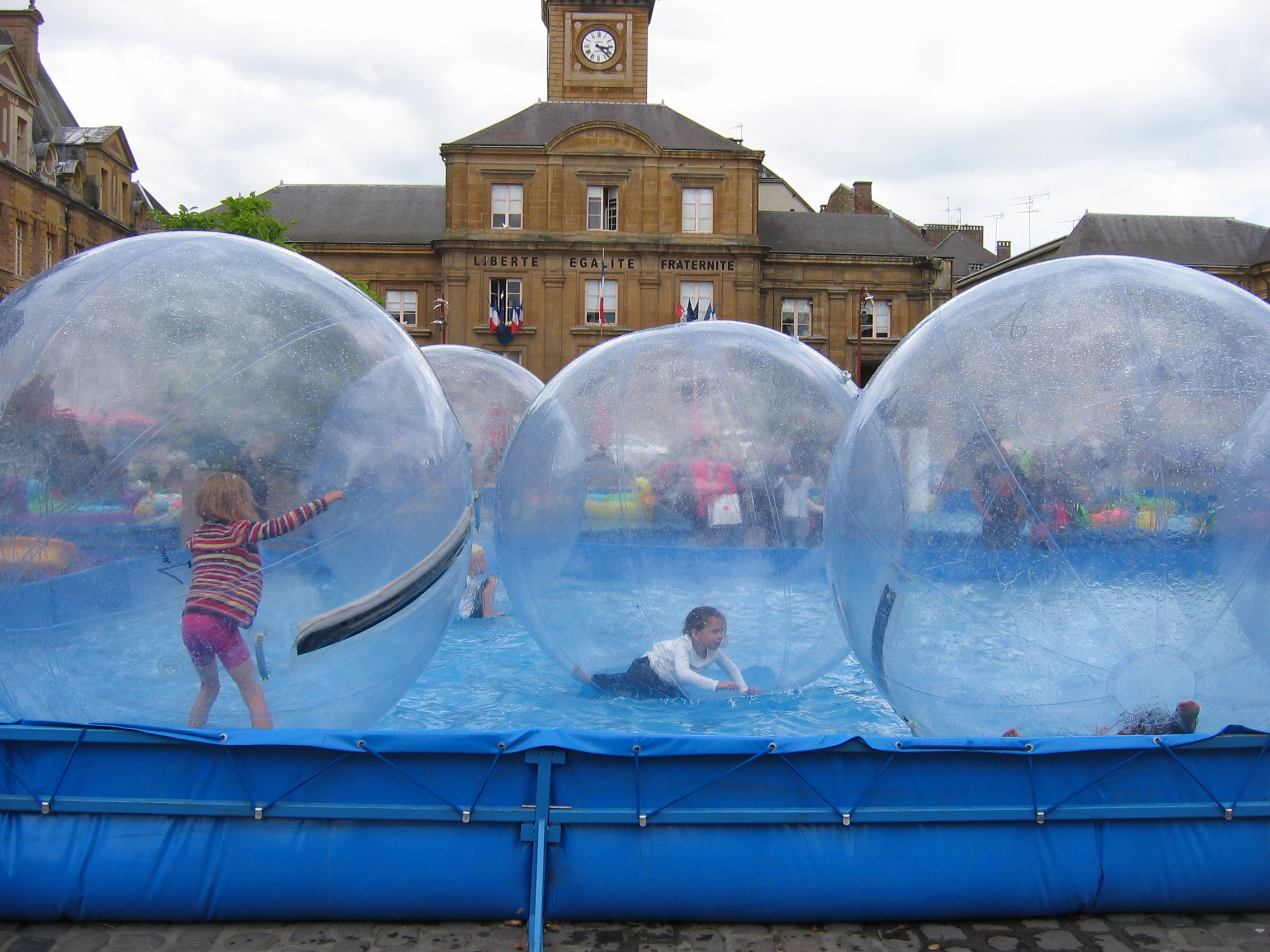
Les bulles.

### Spectacles

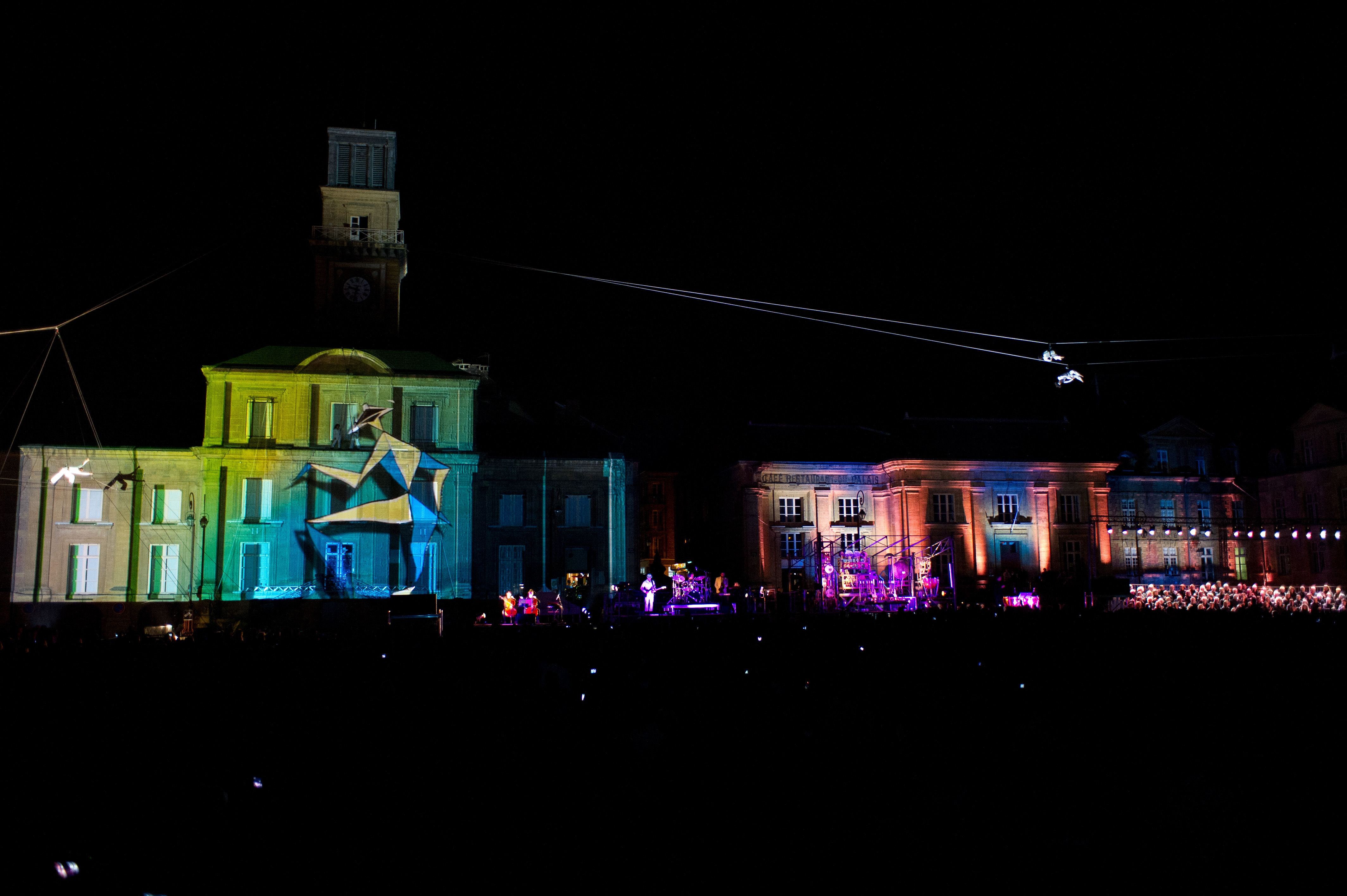
La place et un spectacle nocturne dans le cadre du Festival mondial des théâtres de marionnettes.
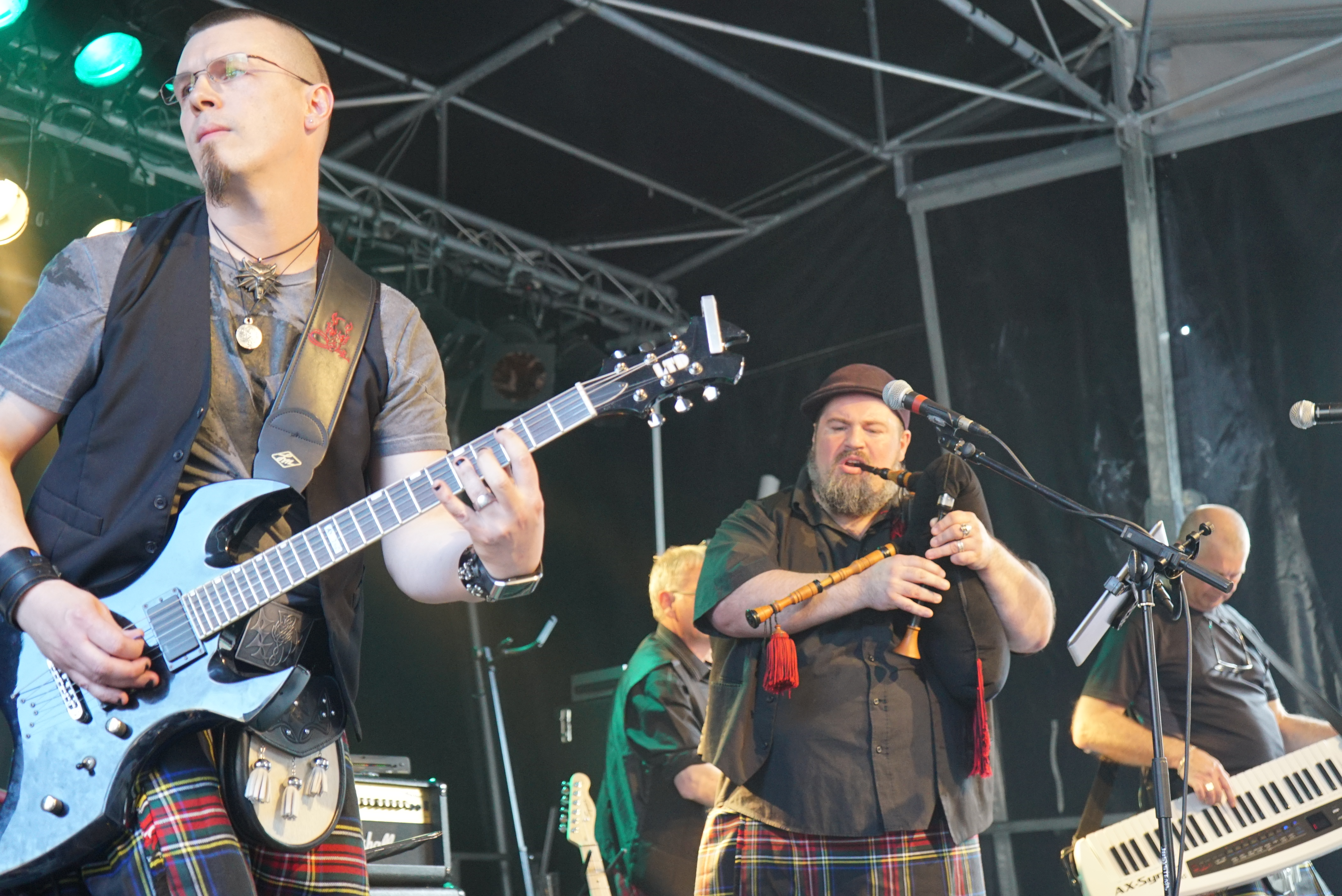
Concert lors de la fête de la bière.
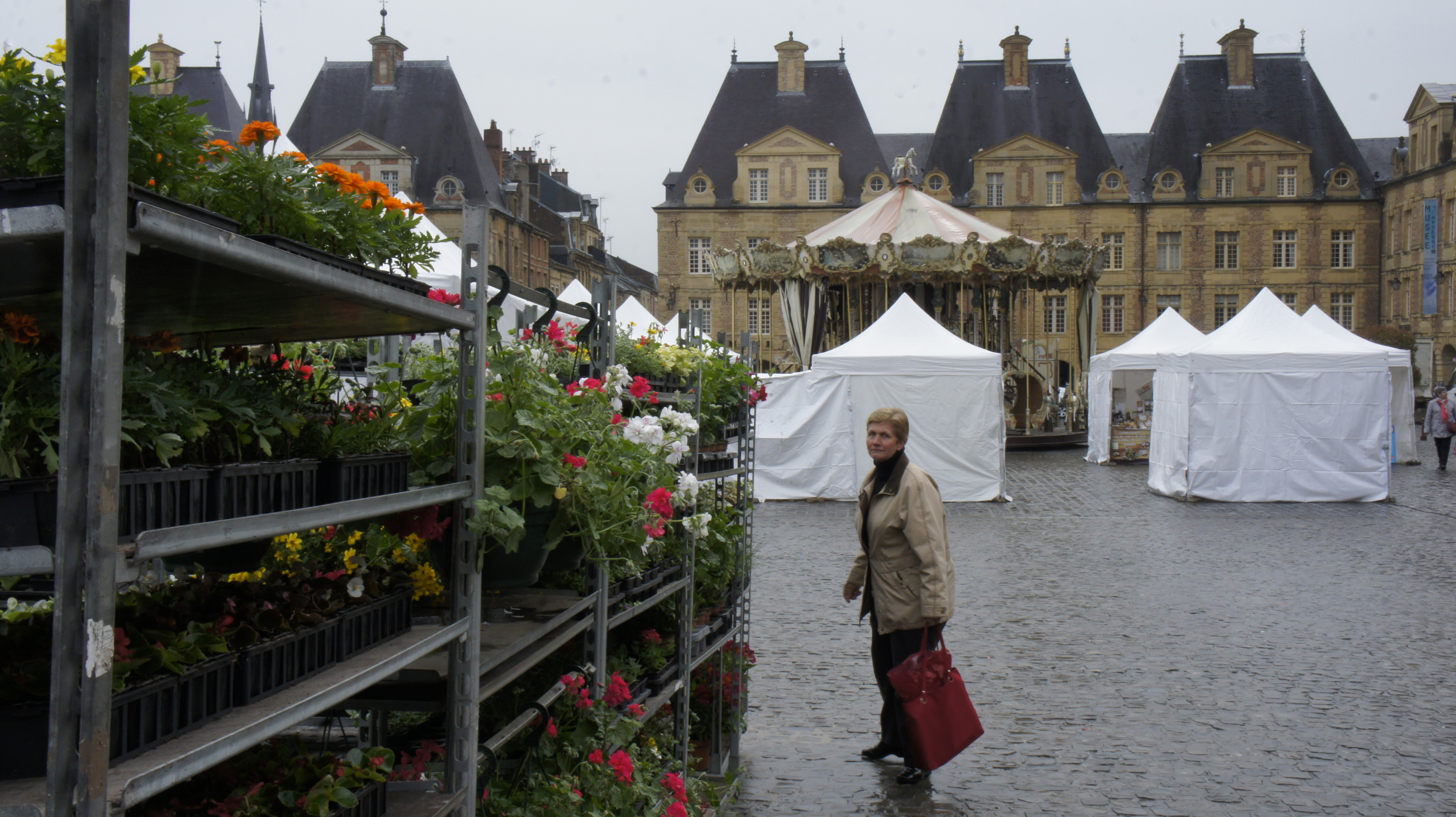
Marché aux fleurs et aux livres.
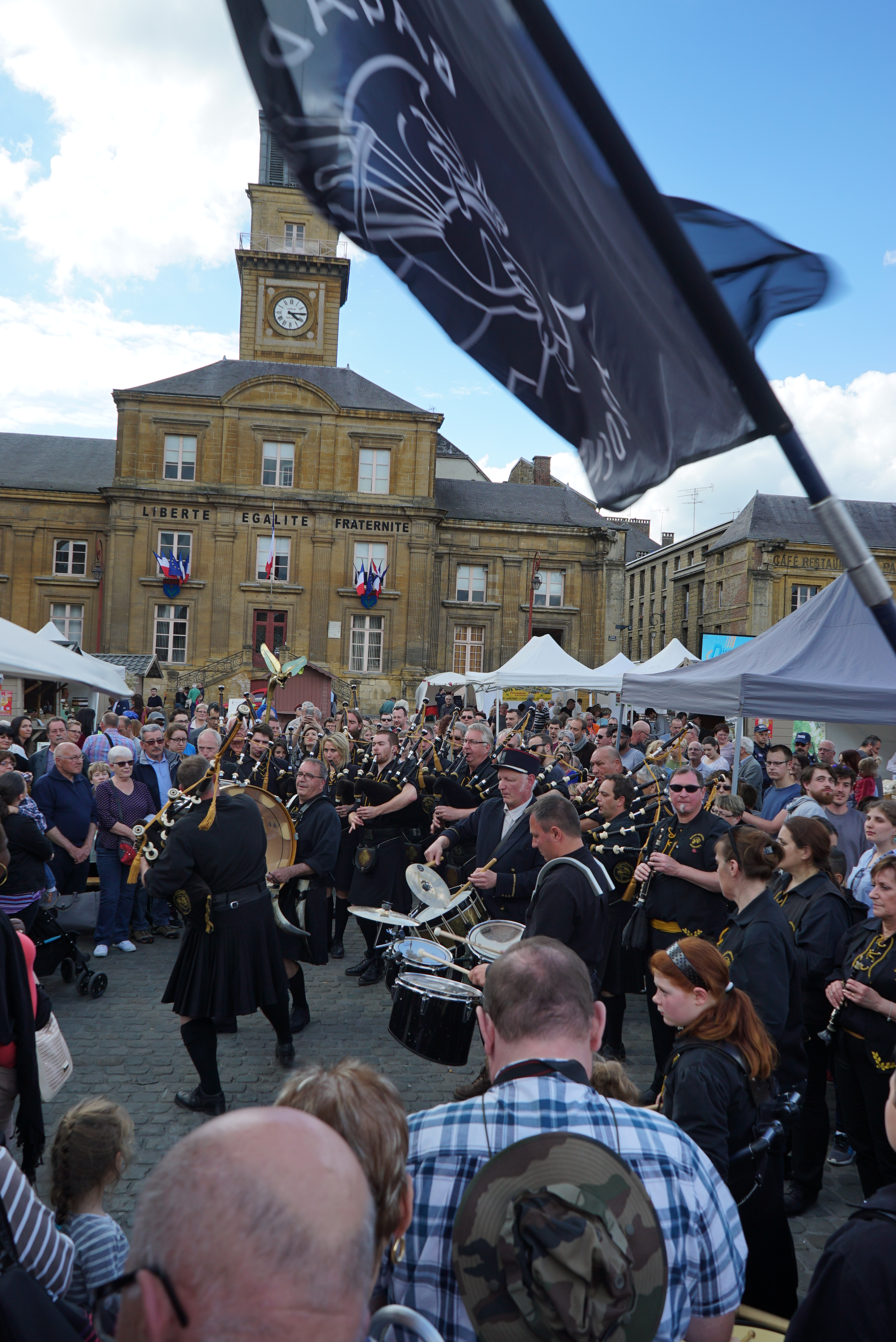
Fête des confréries.